# Sport Club Miramar
O Sport Club Miramar (crioulo cabo-verdiano, ALUPEC: Miramar) é um clube multidesportivo da aldeia de Ribeira Dom João, na zona sudoeste da Ilha do Maio, em Cabo Verde. No clube existem vários departamentos, incluindo um de futebol.

## História
O clube foi fundado em 1988, tendo participado da primeira temporada em 2015 e jogado na Segunda Divisão da ilha.  O Miramar venceu o único título da Segunda Divisão em 2017, Taça dos Campeões (igualmente por Troféu de Campeões em outros países) em 2017 e perdeu para o campeão de Primeira Divisão Onze Unidos.
O Real Marítimo participou na primeira temporada na Primeira Divisão em 2018 e terminou na quinta posição, uma posição acima do Miramar. Mais tarde, participou na segunda temporada, ficando em último com 9 pontos em 14 jogos. O Miramar presentemente é um dos quatros clubes que participou na Segunda Divisão.

## Títulos
- Segunda Divisão do Maio: 1

2016-17

## Futebol

### Classificações  regionais
| Temporada | Div    | Pos    | Pts    | J  | V  | E | D  | G.M. | G.S. | Diff. |
| 2015-16   | 3      | 2      | 11 pts | 6  | 3  | 2 | 1  | 10   | 6    | +11   |
| 2016-17   | 3      | 1      | 23 pts | 9  | 7  | 2 | 0  | 18   | 8    | +10   |
| 2017-18   | 2      | 5      | 20 pts | 14 | 6  | 2 | 6  | 18   | 22   | -4    |
| 2018–19   | 2      | 8      | 9 pts  | 14 | 2  | 3 | 9  | 14   | 24   | -10   |
| Total:    | Total: | Total: | 65 pts | 43 | 21 | 9 | 16 | 60   | 58   | +2    |

## Estatísticas
maio de 2019
- Melhor posição: 5a (regional)
- Apresentatas na campeonatos regionais: 4
  - Primeira Divisāo: 2
  - Segunda Divisão: 2
- Apresentatas na taças regionais: 4
- Jogos totais de campeonato: 46 (abril de 2019)
  - Na casa: 23
  - Em visito: 23
- Pontos totais: 43
  - Primeira Divisão: 34
  - Segunda Divisão:' 29
- Vences totais: 21
  - Primeira Divisão: 8
  - Segunda Divisão: 10
- Empates totais: 9
  - Primeira Divisão: 5
  - Segunda Divisão: 4
- Golos (Gols) totais: 60
  - Primeira Divisão: 32
  - Segunda Divisão: 28
- Melhor pontos totais na temporada: 23 (regional), em 2016
- Melhor gols totais na temporada: 18 (regional), em 2017 e 2018
- Melhor vencedor totais na temporada: 7 (regional), em 2017
- Melhor temporada: 2017 (9 vences, 18 golos (gols)) - Segunda Divisão
- Derrotas totais: 16
  - Primeira Divisão: 15
  - Segunda Divisão: 1